# Cântaro com abano
Cântaro com abano é um instrumento musical popular em algumas regiões de Portugal. É um instrumento em que o músico bate com o abano na bilha e produz um som grave, como que substituindo o som e a função do bombo, marcando o ritmo da música.

## Utilização
Na Nazaré, além do instrumental de tipo semelhante ao utilizado nas rusgas nortenhas que acompanha cantares e danças do rancho folclórico local (violões, guitarras, clarinetes, harmónicas e ferrinhos) viam-se ainda a enriquecer esse conjunto, um grupo de idiofones originais, constituídos por objetos de uso corrente, improvisados como instrumentos rítmicos, que os pescadores utilizavam quando à noite saíam das tabernas a cantar e que continham possibilidades sonoras. Nomeadamente o cântaro de barro de fogo,cuja boca batiam com um abano, as pinhas que friccionavam uma contra a outra, e uma garrafa de vidro com dois garfos no gargalo desta.
Curiosamente, alguns grupos folclóricos portugueses, como por exemplo, de Peniche, da Nazaré, do Bombarral, da Guarda, etc., usam o cântaro com abano ("grande quarta de barro") sem buraco lateral. É tocado com um abanador na abertura, produzindo um som grave que reforça o acompanhamento rítmico.
aerofone.
Insere-se na categoria dos Aerofones, porque ´abano faz vibrar o ar contido no cântaro, que funciona como caixa de ressonânica. Neste ponto é similar ao Udu.
Bilha com abano é a mesma coisa que cântaro com abano.